# جف وارم
جف وارم (انگلیسی: Jeff Varem؛ زادهٔ ۱۶ ژوئیهٔ ۱۹۸۳) بازیکن بسکتبال اهل نیجریه است.